# Alliance Sahel
L'Alliance Sahel est, une plateforme de coopération internationale créée en juillet 2017, qui regroupe 27 pays et organisations. Elle vise à soutenir les initiatives de développement dans cinq pays du Sahel (Burkina Faso, Mali, Mauritanie, Niger, Tchad).
En 2025, les membres de plein exercice de l'Alliance Sahel sont la Banque africaine de développement, le Canada, le Danemark, la Banque européenne d'investissement, l’Union européenne, la France, l’Allemagne, l’Italie, le Luxembourg, les Pays-Bas, la Norvège, l’Espagne, la Suède, le Royaume-Uni, les Nations Unies, les États-Unis et la Banque ouest-africaine de développement.